# Casino de Rabassada
El Casino i Gran Hotel de la Rabassada fou un complex de luxe que incloïa un hotel i un casino, situat a la carretera de la Rabassada, al terme municipal de Sant Cugat del Vallès (Vallès Occidental).
Pren el nom de la serra de la Rabassada al vessant vallesà de Collserola, perquè el complex de luxe burgès de principis del segle XX es va ubicar en aquesta zona. Es pot veure encara escrit en la toponímia, i en llocs derivats del topònim, amb la grafia Arrabassada, perquè inicialment es va prendre l'origen de la paraula com d'arrabassar un indret, però segons el Nomenclàtor Oficial de la Toponímia Major de Catalunya (2005) prové de rabassa, perquè aquella zona (com tot Collserola) estava coberta de vinya.
Així ho descriu el catàleg oficial de finques singulars del Parc de Collserola aprovat pel Consell Metropolità de l'Àrea Metropolitana de Barcelona en sessió del 2-6-20, segons el web de la mateixa entitat: "...L'antic Casino de la Rabassada formava part d'un complex format per l'edifici emblemàtic del casino en el si una zona d'atraccions i un llac artificial. Actualment només ens queden les restes del mirador del pont sobre el carrilet que l'unia a l'edifici principal túnels la caseta dels transformadors elèctrics, els talussos i túnels de l'Scenic Railway i el mateix llac. De les restes de la caseta del transformador es poden veure el pany d'uns 5 metres d'alçada de la paret coberta de maons i estucat a mode de dovelles i carreus encoixinats rematats amb una escultura de la cara femenina envoltada de fulles de palma que fa de mènsula i suporta un balcó mirador de pedra. De la caseta en surt el pont d'igual factura. Destaquen també la tanca del jardí al marge de la carretera de la Rabassada amb restes de decoracions neoàrabs inspirades en els alicatats dels Reales Alcazares de Sevilla classicistes o les motllures encoixinats..." 
El Casino de la Rabassada es troba inserit en una finca de 10,68 hectàrees, que els seus propietaris conserven com a reserva forestal.

## L'hotel i el casino

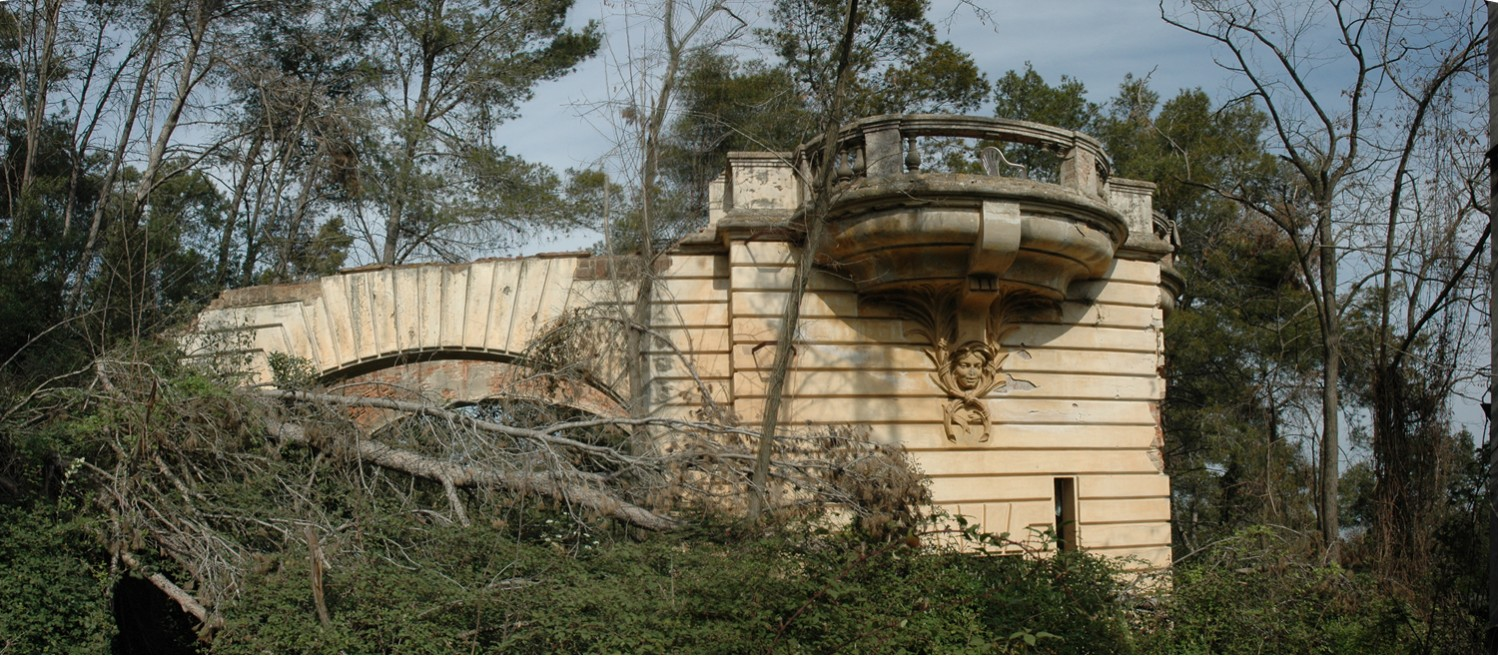
Restes del mirador del casino

L'any 1899 es va construir el Gran Hotel de Rabassada, decorat pel taller del pintor francès Edmon Lechavallier Chevignard, que s'amplià el 1911 amb la construcció d'un casino, projectat per l'arquitecte Andreu Audet i Puig, i una zona d'atraccions.
Va ser una obra faraònica, que va comptar amb un pressupost de 2,5 milions de pessetes, insòlit a l'època. Més de 300 convidats van assistir a la seva inauguració el 15 de juliol de 1911, deu anys després que s'hagués inaugurat el Tibidabo.
Aquest majestuós casino va ser el símbol del luxe d'una ciutat en plena expansió econòmica. No li faltava de res i fins i tot tenia el seu propi parc d'atraccions, restaurant amb amplis menjadors i xefs vinguts de París, orquestra, hotel amb habitacions de luxe, salons recreatius, oratori públic i grandiosos jardins amb vegetació exòtica procedent de diversos llocs del planeta.

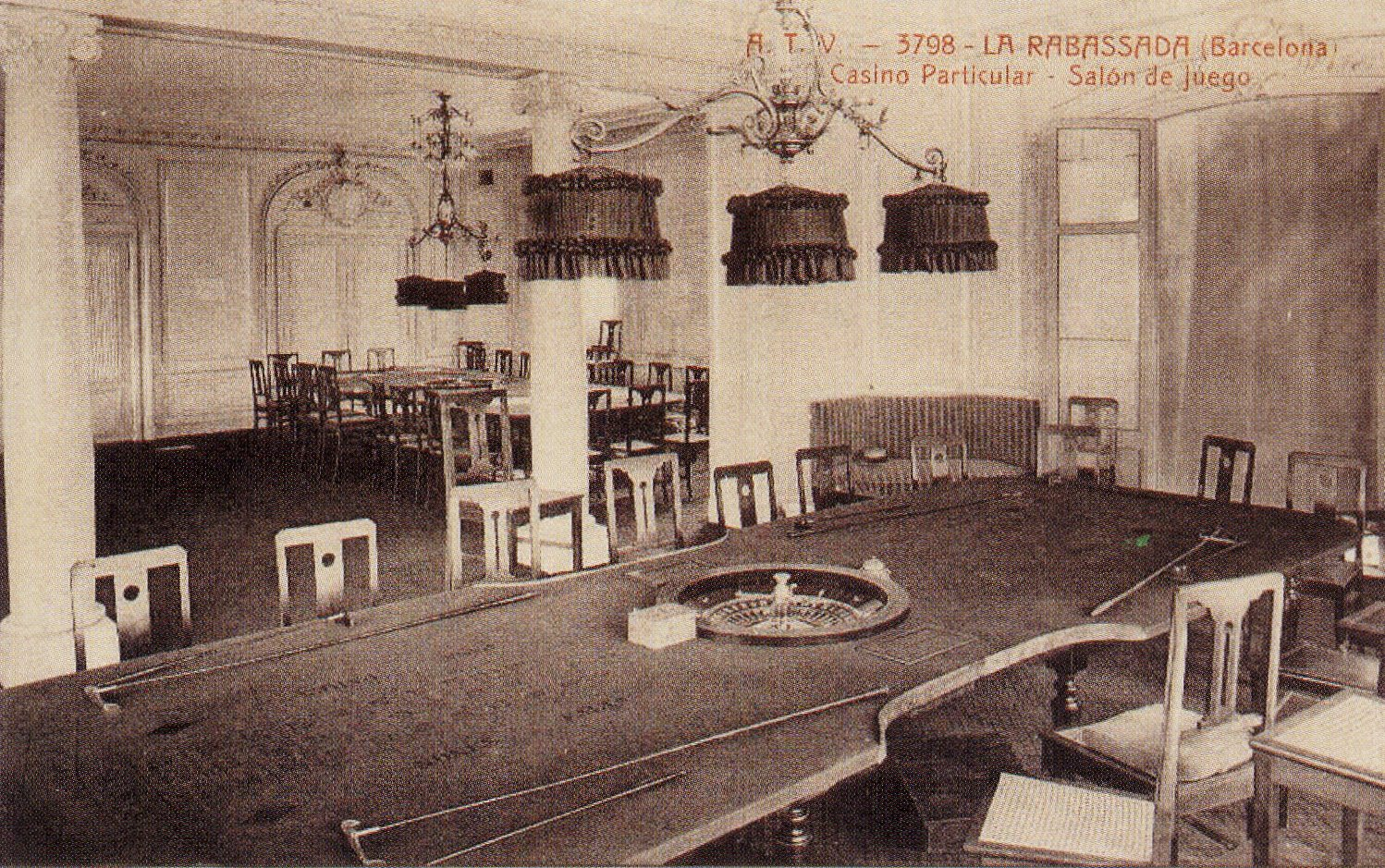
Interior del casino

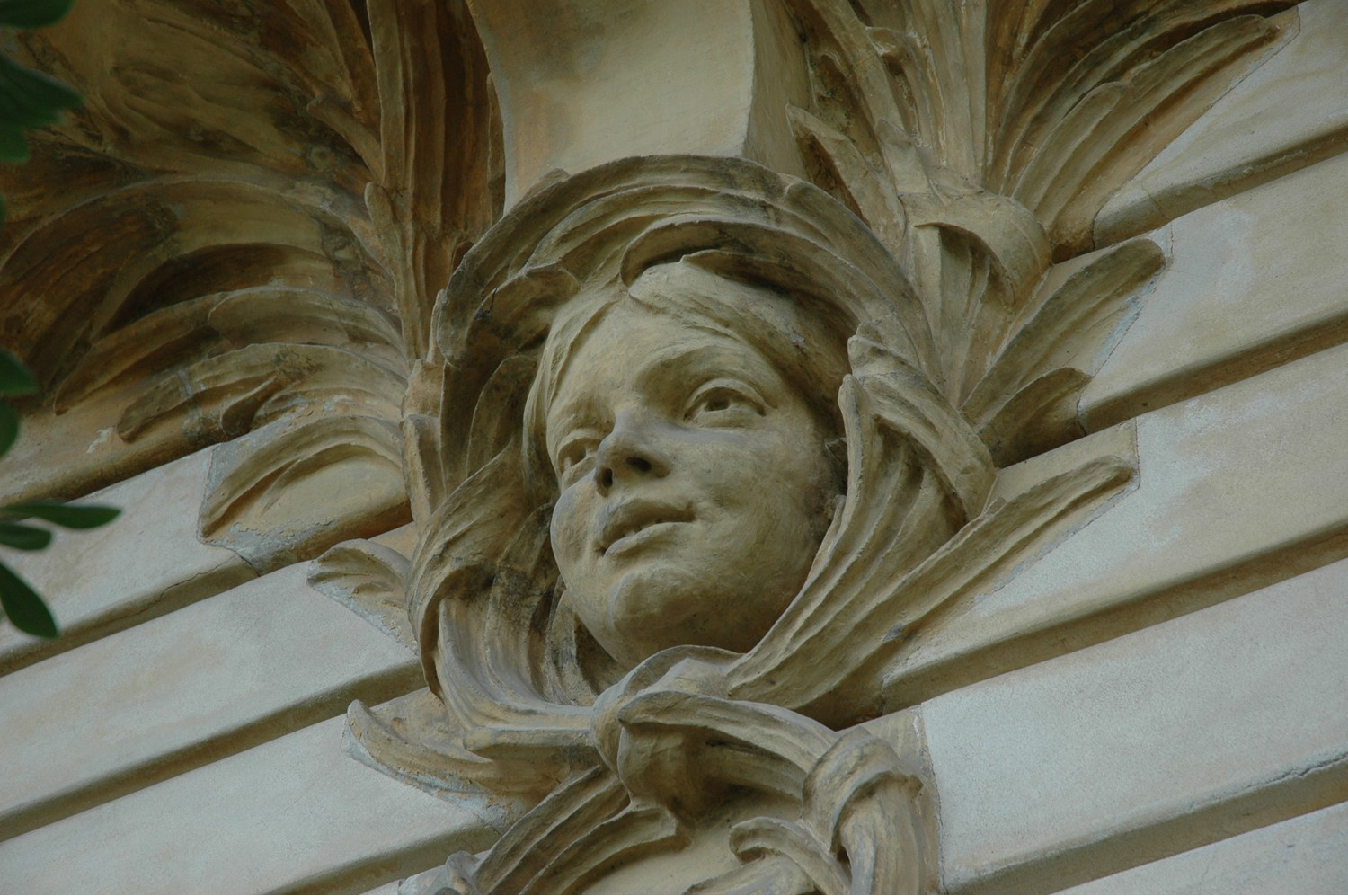
Detall del que sembla una figura d'un jòquer

Els fulletons de l'època en feien la següent propaganda:
«Establecimiento de primer orden, a 400 metros sobre el nivel del mar y rodeado de frondosos bosques. La situación topográfica, desde el punto de vista pintoresco y sano, no tiene rival en Europa. Hospedaje desde 8 pesetas sin desayuno. Restaurante a la carta y cubiertos desde 5 pesetas.»
El Casino va aconseguir un gran renom com a centre de joc de la ruleta, on sembla que es van perdre grans fortunes fins a provocar diversos suïcidis. La llegenda popular explica que fins i tot hi havia una sala reservada per a aquests propòsits, però ni els suïcidis ni la sala exprés han estat comprovats documentalment.

## El parc d'atraccions
La zona d'atraccions era inspirada en altres parcs de Londres, Nova York o París, com ho demostra el nom que rebien algunes de les seves atraccions: Scenic Railway, Cake Walk Building, Palais du Rire, Feu de Boules, etc.
La muntanya russa discorria, en una gran part del trajecte, per llargs túnels soterrats, alguns dels quals encara es conserven força bé; concretament, tres. Dos tenen quatre metres d'amplada per cinc d'alçada i conserven la sortida. El tercer, en canvi, va ser tapiat i ja no té sortida possible.
Al llarg del temps es van fer servir per fer passar les vagonetes i guardar-les; i més endavant, com a bodegues i magatzems. A poc més de cinquanta metres d'aquests túnels, hi havia el llac, que era al mig d'on discorria la muntanya russa. Al llac anava a parar una barqueta que baixava per un pendent fins a l'aigua, fet que causava una gran diversió a les persones que hi pujaven. La muntanya russa era una atracció que causava molta expectació pel recorregut que tenia i els seus pendents "vertiginosos”.

## Llegat ecològic
La urbanització i construcció del Casino de la Rabassada i d'altres indrets emblemàtics de la Serra van afavorir-ne l'enjardinament —amb introducció d'espècies exòtiques com plataners d'ombra, castanyers, garballó de jardí, de *cedres de l'Atles i de l'Índia, o la palmera excelsa i pitòspors.

## El declivi
El seu declivi va començar a perfilar-se el 1912, quan el governador va prohibir el joc, fet que va provocar la fallida de la societat al cap d'un any. El complex va seguir funcionant com a hotel, restaurant i parc d'atraccions. Va agafar una certa embranzida amb motiu de l'Exposició Internacional de 1929, però el general Primo de Rivera va tornar a prohibir el joc aquell mateix any, la qual cosa va provocar el tancament progressiu de totes les activitats fins que el 1930 es clausurava definitivament el restaurant.
L'edifici s'anà deteriorant i, durant la guerra civil, es va fer servir primer com a refugi contra els bombardejos i després com a quarter de carrabiners. Les instal·lacions es van enderrocar l'any 1940, i avui dia tan sols queden dempeus restes de parets i columnes; algunes habitacions mig destruïdes; escultures amagades entre la vegetació; entrades i túnels; fosses tancades amb ferro forjat; arcs, fonts, fragments sencers d'escalinates i altres petits racons.

## Protecció legal
Les restes del Casino de la Rabassada integren el catàleg oficial de finques singulars del Parc de Collserola, aprovat pel Consell Metropolità de l'Àrea Metropolitana de Barcelona, i resten protegides —contra el seu espoli, detriment o alteració— en virtut dels articles 323 i 324 del Codi Penal.

## Actuals propietaris
La propietat de la finca i del casino ha passat, per successió, a dues famílies catalanes, residents a Barcelona, amb les quals és possible contactar a través de l'administració del Parc Natural de Collserola.
Actualment la finca es troba tancada, existint cartells a l'entrada indicatius de la condició privada de la finca i de la prohibició de pas.

## El transport

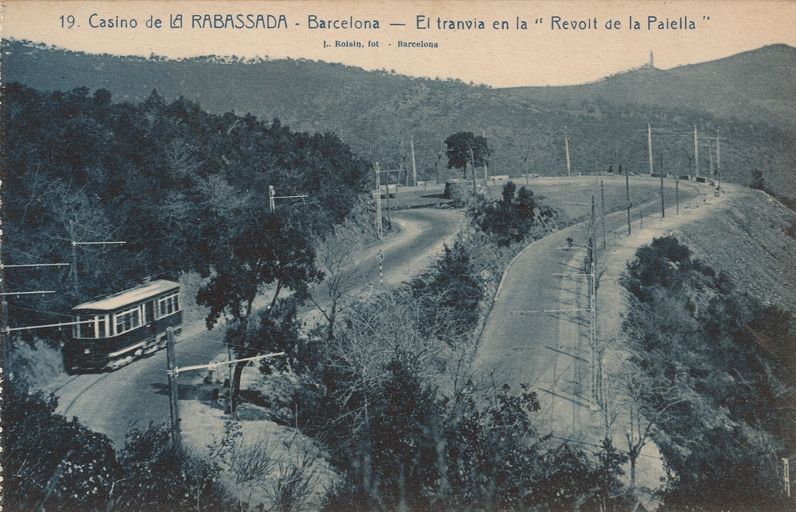
Postal del tramvia de la Rabassada traçant el Revolt de la Paella

Els jugadors hi arribaven amb funicular o amb els automòbils de la mateixa societat de l'hotel, que sortien de Barcelona. El 19 de juliol de 1911 es va inaugurar la línia de tramvia de la Rabassada, responent a la necessitat de crear una comunicació fàcil entre la ciutat i el casino i parc d'atraccions. La línia anà estretament lligada a les vicissituds del casino i passà per moments molt lànguids i per diverses suspensions del servei, atès l'objectiu que servia. Per a la inauguració es llogaren 4 tramvies de Marsella que hagueren de tornar-se uns anys més tard, ja que eren poc aptes per al servei que havien de fer. Es reprengué el servei en règim de  lloguer per part de la companyia Les Tramways de Barcelone, que hi assignà cotxes de la sèrie 200, i la línia sortia de la plaça de Catalunya.
La línia va estar en servei fins a finals de l'any 1938, quan fou utilitzada pels barcelonins que fugien dels bombardeigs i pel personal de la caserna en què s'havia reconvertit el casino. El material i les instal·lacions romangueren inactius i intactes fins al 1956, quan se’n decidí la supressió definitiva i es vengueren 3 dels cotxes.

## Exposicions
El 26 d'abril del 2012 es va inaugurar al Claustre del Monestir de Sant Cugat del Vallès una exposició temàtica sobre el Casino, amb el títol El Gran Casino de la Rabassada. Història d'un somni burgès.